# Hagsatera
Hagsatera är ett släkte av orkidéer. Hagsatera ingår i familjen orkidéer.
Kladogram enligt Catalogue of Life:
| Hagsatera | \| \| Hagsatera brachycolumna \| \| \| \| \| \| Hagsatera rosilloi \| \| \| \| |
|           | \| \| Hagsatera brachycolumna \| \| \| \| \| \| Hagsatera rosilloi \| \| \| \| |
|           | Hagsatera brachycolumna                                                        |
|           |                                                                                |
|           | Hagsatera rosilloi                                                             |
|           |                                                                                |